# Абраєво
Абра́єво (рос. Абраево, башк. Абрай) — присілок у складі Чишминського району Башкортостану, Росія. Входить до складу Чувалкіповської сільської ради.
Населення — 320 осіб (2010; 327 у 2002).
Національний склад:
- татари — 90 %